# Soňa Hudecová
Soňa Hudecová (Bratislava, 13 settembre 1969) è un'ex cestista slovacca, fino al 1992 cecoslovacca.

## Carriera
Con la Slovacchia ha disputato due edizioni dei Campionati mondiali (1994, 1998) e quattro dei Campionati europei (1993, 1995, 1999, 2001).